# 不丹残疾人奥林匹克委员会
不丹残疾人奥林匹克委员会（IOC编码：BHU），简称不丹残奥委会，是代表不丹的国家残疾人奥林匹克委员会。不丹残奥委会成立于2017年，并于同年获得国际残疾人奥林匹克委员会的承认。不丹残奥委会也是亚洲残疾人奥林匹克委员会的成员。

## 外部连结
- 官方网站 （英文）